# Agnès Mallet
Marie-Agnès Mallet, née à Lille le 15 janvier 1949 et morte à Lille le 18 octobre 1989, est une auteure, metteur en scène et comédienne française.

## Biographie
Sa famille était installée à Lille où elle fait ses études. Elle travaille pour le théâtre et est l'auteure de plusieurs pièces de théâtre et de nouvelles. Agnès Mallet réussit son bac littéraire en 1967 et entame une licence de lettres modernes.
Elle débute au théâtre à la Baraque foraine à Lille en 1966, sous la direction de Pierre Vanacker. Elle joue dans Les Plaideurs (René de Obaldia), Jeanne et les Juges (Thierry Maulnier), Le Malade imaginaire (Molière), On purge bébé (Georges Feydeau). Elle participe à la création en 1971 de la troupe de comédiens amateurs du Prato à Wazemmes avec notamment Alain Nempont. Elle quitte Lille et Le Prato pour la ville de Rennes. Pendant les années 1973 et 1974, elle travaille au sein de la troupe d’Isaac Alvarez. Elle s’initie au langage du corps, au mime et à la pantomime au sein des Comédiens mimes de Paris.
En août 1974, elle revient à Lille et retrouve, en janvier 1975, Le Prato qui est restée une troupe de comédiens amateurs.
En 1975, s’effectue une scission au sein de la troupe du Prato. Certains comédiens choisissent de rester amateurs d’autres de devenir professionnels. Ce sera son choix. Elle écrit et joue dans les différents cafés-théâtres du Nord-Pas-de-Calais son 1er one-woman-show La Costumière d'Arfo.
En 1976, elle retrouve un ancien du Prato devenu professionnel, Alain Nempont, pour créer avec Dominique Sarrazin et Ronny Coutteure Arlequin au Pays noir (Esmeraldina) produit par le Théâtre de la Salamandre à Tourcoing avant de jouer dans Martin Eden d’après Jack London, une création collective de la Salamndre. En 1977, elle signe un contrat avec le théâtre de la Salamandre et intègre la troupe. Elle va jouer dans les spectacles mis en scène par Gildas Bourdet ou avec des metteurs en scène invités comme Jérôme Deschamps. Elle est de toutes les créations de cette compagnie jusqu'en 1986. Elle se consacre aussi de plus en plus à l'écriture. Elle se donne la mort en 1989.

## Théâtre

### Comédienne
- 1975 : La Costumière d'Arfo
- 1976 : Arlequin au Pays noir (Esmeraldina)
- 1976 : Martin Eden, création collective.
- 1977 : La Station Chambaudet, mise en scène Gildas Bourdet.
- 1979 : Attention au travail, création collective.
- 1979 : Britannicus (Junie), création Idéal ciné à Tourcoing, mise en scène Gildas Bourdet, tournée théâtre national de Strasbourg, théâtre de l'Odéon (Paris) Festival international de Caracas (Venezuela), TNP Villeurbanne, Festival International d'Helsinki (Finlande), Festival international d'Edimbourgh, Festival du Théâtre des Nations Sofia (Bulgarie)
- 1980 : Les Précipitations, mise en scène Jérôme Deschamps.
- 1982 : Le Saperleau (Morviane), écrite et mise en scène par Gildas Bourdet et Alain Milianti[2].
- 1982 : Les Bas-fonds de Maxime Gorki, création Idéal ciné, mise en scène Gildas Bourdet et Alain Milianti, dramaturgie Agnès Mallet, tournée Festival d'automne de Paris, Théâtre Gérard Philipe.
- 1984 : Max Gerike, mise en scène Michel Raskine assistante à la mise en scène.
- 1985 : Œdipe roi, mise en scène Alain Milianti (assistante à la mise en scène).

### Auteure
À partir de 1986, elle se consacre exclusivement à l’écriture de pièces de théâtre et de nouvelles dont :
- 1986 : La Disparition, pièce diffusée sur Radio France.
- 1986 : Le Plaisir des autres, d'après Cesare Pavese, mise en scène Gilles Gleizes à Boulogne-sur-Mer et au Théâtre 14[3]
- 1987 : 16m3 joué par la compagnie Les Chercheurs d'air.
- 1987-1988 : elle écrit Le Prix du soleil, inspirée par les vies de F.Scott Fitzgerald et Carson McCullers [4],[1], et Le Jardin d'à côté mise en scène par l’auteure prévue début 1990.
- 1989 : elle signe un contrat de résidence avec La Rose des vents de Villeneuve-d'Ascq.

Deux pièces seront jouées après son décès :
- 1990 : Le Prix du soleil, mise en scène par Gilles Gleizes au Théâtre de la Salamandre.
- 1990 : Le Jardin d'à côté, lecture à 2 voix à La Rose des vents de Villeneuve-d'Ascq.